# Moara Vlăsiei
Moara Vlăsiei – wieś w Rumunii, w okręgu Ilfov, w gminie Moara Vlăsiei. W 2011 roku liczyła 4441 mieszkańców.